# 70. ceremonia wręczenia Złotych Globów
70. ceremonia wręczenia Złotych Globów za rok 2012, nagród przyznawanych przez Hollywoodzkie Stowarzyszenie Prasy Zagranicznej (HFPA) odbyła się 13 stycznia 2013 roku w Beverly Hilton Hotel w Hollywood. Ceremonię na terenie USA transmitowała stacja NBC. Galę poprowadziły aktorki komediowe Tina Fey i Amy Poehler. Obie prowadzące były równocześnie rywalkami, gdyż obie nominowano w kategorii najlepsza aktorka w serialu komediowym, jednakże żadna z nich nie uzyskała nagrody.
Nominacje do nagród ogłoszono 13 grudnia 2012 roku; prezentacji nominacji dokonał Ed Helms wraz z aktorkami Jessicą Albą i Megan Fox.
"Gwiazdą Złotych Globów”  wybrana została Francesca Eastwood, córka aktora Clinta Eastwooda.
Nagroda im. Cecila B. DeMille’a została przyznana aktorce Jodie Foster.
Gwiazdy, które prezentowały filmy i wręczały nagrody to: George Clooney, Jennifer Garner, Jennifer Lopez, Kristen Wiig, Will Ferrell, Jason Statham, Adele, Jessica Alba, Rosario Dawson, Nathan Fillion, Megan Fox, Jeremy Irons, Lucy Liu, Debra Messing, Robert Pattinson, Dennis Quaid, Jeremy Renner, Amanda Seyfried, Taylor Swift, Kerry Washington, Christian Bale, Sacha Baron Cohen, Jason Bateman, Kristen Bell, Halle Berry, Josh Brolin, Bradley Cooper, Robert Downey Jr., Jamie Foxx, John Goodman, Jonah Hill, Kate Hudson, John Krasinski, Eva Longoria, Lea Michele, Julia Roberts, Arnold Schwarzenegger, Sylvester Stallone, Kiefer Sutherland i Catherine Zeta-Jones.

## Laureaci i nominowani
Laureaci nagród wyróżnieni są wytłuszczeniem

### Produkcje kinowe

#### Najlepszy film dramatyczny
- Operacja Argo
  - Django
  - Życie Pi
  - Lincoln
  - Wróg numer jeden

#### Najlepszy film komediowy lub musical
- Les Misérables. Nędznicy
  - Hotel Marigold
  - Kochankowie z Księżyca
  - Połów szczęścia w Jemenie
  - Poradnik pozytywnego myślenia

#### Najlepsza aktorka w filmie dramatycznym
- Jessica Chastain − Wróg numer jeden
  - Marion Cotillard − Z krwi i kości
  - Helen Mirren − Hitchcock
  - Naomi Watts − Niemożliwe
  - Rachel Weisz − Głębokie błękitne morze

#### Najlepsza aktorka w filmie komediowym lub musicalu
- Jennifer Lawrence − Poradnik pozytywnego myślenia
  - Emily Blunt − Połów szczęścia w Jemenie
  - Judi Dench − Hotel Marigold
  - Maggie Smith − Kwartet
  - Meryl Streep − Dwoje do poprawki

#### Najlepszy aktor w filmie dramatycznym
- Daniel Day-Lewis − Lincoln
  - Richard Gere − Arbitraż
  - John Hawkes − Sesje
  - Joaquin Phoenix − Mistrz
  - Denzel Washington − Lot

#### Najlepszy aktor w filmie komediowym lub musicalu
- Hugh Jackman − Les Misérables. Nędznicy
  - Jack Black − Bernie
  - Bradley Cooper − Poradnik pozytywnego myślenia
  - Ewan McGregor − Połów szczęścia w Jemenie
  - Bill Murray − Weekend z królem

#### Najlepsza aktorka drugoplanowa
- Anne Hathaway − Les Misérables. Nędznicy
  - Amy Adams − Mistrz
  - Sally Field − Lincoln
  - Helen Hunt − Sesje
  - Nicole Kidman − Pokusa

#### Najlepszy aktor drugoplanowy
- Christoph Waltz − Django
  - Alan Arkin − Operacja Argo
  - Leonardo DiCaprio − Django
  - Philip Seymour Hoffman − Mistrz
  - Tommy Lee Jones − Lincoln

#### Najlepszy reżyser
- Ben Affleck − Operacja Argo
  - Kathryn Bigelow − Wróg numer jeden
  - Ang Lee − Życie Pi
  - Steven Spielberg − Lincoln
  - Quentin Tarantino − Django

#### Najlepszy scenariusz
- Quentin Tarantino − Django
  - Mark Boal − Wróg numer jeden
  - Tony Kushner − Lincoln
  - David O. Russell − Poradnik pozytywnego myślenia
  - Chris Terrio − Operacja Argo

#### Najlepszy film nieanglojęzyczny
- Miłość
  -  Kochanek królowej
  -  Nietykalni
  -  Wyprawa Kon-Tiki
  -  Z krwi i kości

#### Najlepsza muzyka
- Mychael Danna − Życie Pi
  - Alexandre Desplat − Operacja Argo
  - Dario Marianelli − Anna Karenina
  - Tom Tykwer, Johnny Klimek i Reinhold Heil − Atlas chmur
  - John Williams − Lincoln

#### Najlepsza piosenka
- Skyfall z filmu Skyfall (muzyka i tekst: Adele Adkins i Paul Epworth)
  - For You z filmu Akt odwagi (muzyka i tekst: Monty Powell i Keith Urban)
  - Not Running Anymore z filmu Twardziele (muzyka i tekst: Jon Bon Jovi)
  - Safe & Sound z filmu Igrzyska Śmierci (muzyka i tekst: Taylor Swift, John Paul White, Joy Williams i T Bone Burnett)
  - Suddenly z filmu Les Misérables. Nędznicy (muzyka: Claude-Michel Schonberg; tekst: Alain Boublil i Claude-Michel Schonberg)

#### Najlepszy film animowany
- Merida Waleczna
  - Strażnicy marzeń
  - Frankernweenie
  - Ralph Demolka
  - Hotel Transylwania

### Produkcje telewizyjne

#### Najlepszy serial dramatyczny
- Homeland, Showtime
  - Breaking Bad, AMC
  - Downton Abbey, ITV
  - Zakazane imperium, HBO
  - Newsroom, HBO

#### Najlepszy serial komediowy
- Dziewczyny, HBO
  - Teoria wielkiego podrywu, CBS
  - Odcinki, Showtime
  - Współczesna rodzina, ABC
  - Smash, NBC

#### Najlepszy miniserial lub film telewizyjny
- Zmiana w grze, HBO
  - Dziewczyna Hitchcocka, HBO
  - Hatfields & McCoys, History
  - Czas prawdy, BBC
  - Political Animals, USA Network

#### Najlepsza aktorka w serialu dramatycznym
- Claire Danes − Homeland
  - Connie Britton − Nashville
  - Glenn Close − Układy
  - Michelle Dockery − Downton Abbey
  - Julianna Margulies − Żona idealna

#### Najlepszy aktor w serialu dramatycznym
- Damian Lewis − Homeland
  - Jeff Daniels − Newsroom
  - Steve Buscemi − Zakazane imperium
  - Bryan Cranston − Breaking Bad
  - Jon Hamm − Mad Men

#### Najlepsza aktorka w serialu komediowym
- Lena Dunham − Dziewczyny
  - Julia Louis-Dreyfus − Figurantka
  - Zooey Deschanel − Jess i chłopaki
  - Tina Fey − Rockefeller Plaza 30
  - Amy Poehler − Parks and Recreation

#### Najlepszy aktor w serialu komediowym
- Don Cheadle − Kłamstwa na sprzedaż
  - Alec Baldwin − Rockefeller Plaza 30
  - Louis C.K. − Louie
  - Matt LeBlanc − Odcinki
  - Jim Parsons − Teoria wielkiego podrywu

#### Najlepsza aktorka w miniserialu lub filmie telewizyjnym
- Julianne Moore − Zmiana w grze
  - Nicole Kidman − Hemingway i Gellhorn
  - Jessica Lange − American Horror Story: Asylum
  - Sienna Miller − Dziewczyna Hitchcocka
  - Sigourney Weaver − Political Animals

#### Najlepszy aktor w miniserialu lub filmie telewizyjnym
- Kevin Costner − Hatfields & McCoys
  - Benedict Cumberbatch − Sherlock
  - Woody Harrelson − Zmiana w grze
  - Toby Jones − Dziewczyna Hitchcocka
  - Clive Owen − Hemingway i Gellhorn

#### Najlepsza aktorka drugoplanowa w serialu, miniserialu lub filmie telewizyjnym
- Maggie Smith − Downton Abbey
  - Hayden Panettiere − Nashville
  - Sarah Paulson − Zmiana w grze
  - Archie Panjabi − Żona idealna
  - Sofía Vergara − Współczesna rodzina

#### Najlepszy aktor drugoplanowy w serialu, miniserialu lub filmie telewizyjnym
- Ed Harris − Zmiana w grze
  - Max Greenfield − Jess i chłopaki
  - Danny Huston − Miasto cudów
  - Mandy Patinkin − Homeland
  - Eric Stonestreet − Współczesna rodzina

### Nagroda Cecila B. DeMille’a
- Jodie Foster

### Gwiazda Złotych Globów
- Francesca Eastwood

## Podsumowanie ilości nominacji
(Ograniczenie do dwóch nominacji)

### Kino
7: Lincoln
5: Operacja Argo, Django
4: Wróg numer jeden, Les Misérables. Nędznicy, Poradnik pozytywnego myślenia
3: Życie Pi, Połów szczęścia w Jemenie, Mistrz
2: Hotel Marigold, Z krwi i kości, Sesje

### Telewizja
5: Zmiana w grze
4: Homeland
3: Downton Abbey, Dziewczyna Hitchcocka, Współczesna rodzina
2: Rockefeller Plaza 30, Teoria wielkiego podrywu, Zakazane imperium, Breaking Bad, Żona idealna, Dziewczyny, Hatfields & McCoys, Hemingway i Gellhorn, Nashville, Jess i chłopaki, Political Animals, Newsroom

## Podsumowanie ilości nagród
(Ograniczenie do dwóch nagród)

### Kino
3: Les Misérables. Nędznicy
2: Operacja Argo
2: Django

### Telewizja
3: Homeland
3: Zmiana w grze
2: Dziewczyny